# 帯うどん
帯うどん（おびうどん）は、静岡県賀茂郡東伊豆町稲取の創業1902年（明治35年）の老舗製麺所、遠藤製麺で生産された幅広のゆでうどんであり、登録商標である。
東伊豆町稲取は日本の三大吊るし飾りで有名な土地であり、稲取の帯うどんはその雛のつるし飾りの帯をモチーフにして作られた幅2.5cmの幅広うどんである。地域の名物うどんとなっている。

## 概要
帯うどんは、幅2.5cm、厚さ3mmの幅広い麺が特徴の「ゆでうどん」である。商品名に稲取の帯うどんときさいがあるが、商標登録は帯うどん。
代表的に「鍋焼きうどん」「すき焼き」「鍋料理」に最適である。帯うどんの姉妹品には、麺の幅が2種類ある芋煮専用に作られた「芋煮うどん」がある。
原材料は、独自に調合の国産高級小麦を中心にタビオカ沈殿粉を使用しており、食感は独特のモチモチ感があり、高温の鍋に入れてもの伸びにくいうどんである。
特徴のモチモチ感と伸びにくさは、鍋焼きうどんなどの調理法にとどまらず、創作うどんとして幅広いレパートリーで調理できるうどんとして人気である。特にイタリアンをはじめ揚げうどんで楽しまれている。
2010年、帯うどんという名前が珍しいこともあり商標登録する。
2020年、帯うどんの姉妹品「芋煮うどん」が販売される。